# Kiyacursor
Kiyacursor („běžec od řeky Kija“), byl teropodní dinosaurus z čeledi Noasauridae, který obýval území současné jižní asijské části Ruské federace (Kemerovská oblast, Kuzbas) v období pozdní rané křídy (geologický stupeň apt, asi před 121 až 113 miliony let).

## Objev a popis

Porovnání velikosti člověka a teropoda rodu Kiyacursor.

V létě roku 2023 byla v sedimentech geologického souvrství Ilek objevena nekompletní kostra malého teropodního dinosaura, která dostala později označení KOKM 5542. Již v tom roce bylo v odborné práci pojednáno o krčním obratli, náležejícím patrně stejnému dinosaurovi. Původně se paleontologové domnívali, že by se mohlo jednat o neznámý druh terizinosauroida, podobného rodu Falcarius. V květnu roku 2024 byl ale teropod formálně popsán jako nový rod a druh Kiyacursor longipes, v obouslovném překladu „dlouhonohý běžec od řeky Kija“.

## Zařazení
Tento teropod byl blízce příbuzný severoafrickému rodu Afromimus, dříve považovanému za zástupce kladu Ornithomimosauria. Mezi jeho další příbuzné patřil dosud nepopsaný taxon z australského souvrství Eumeralla a ještě vzdálenějšími příbuznými pak byli noasauridi jako rody Vespersaurus, Noasaurus nebo Velocisaurus.